# علوم الفضاء

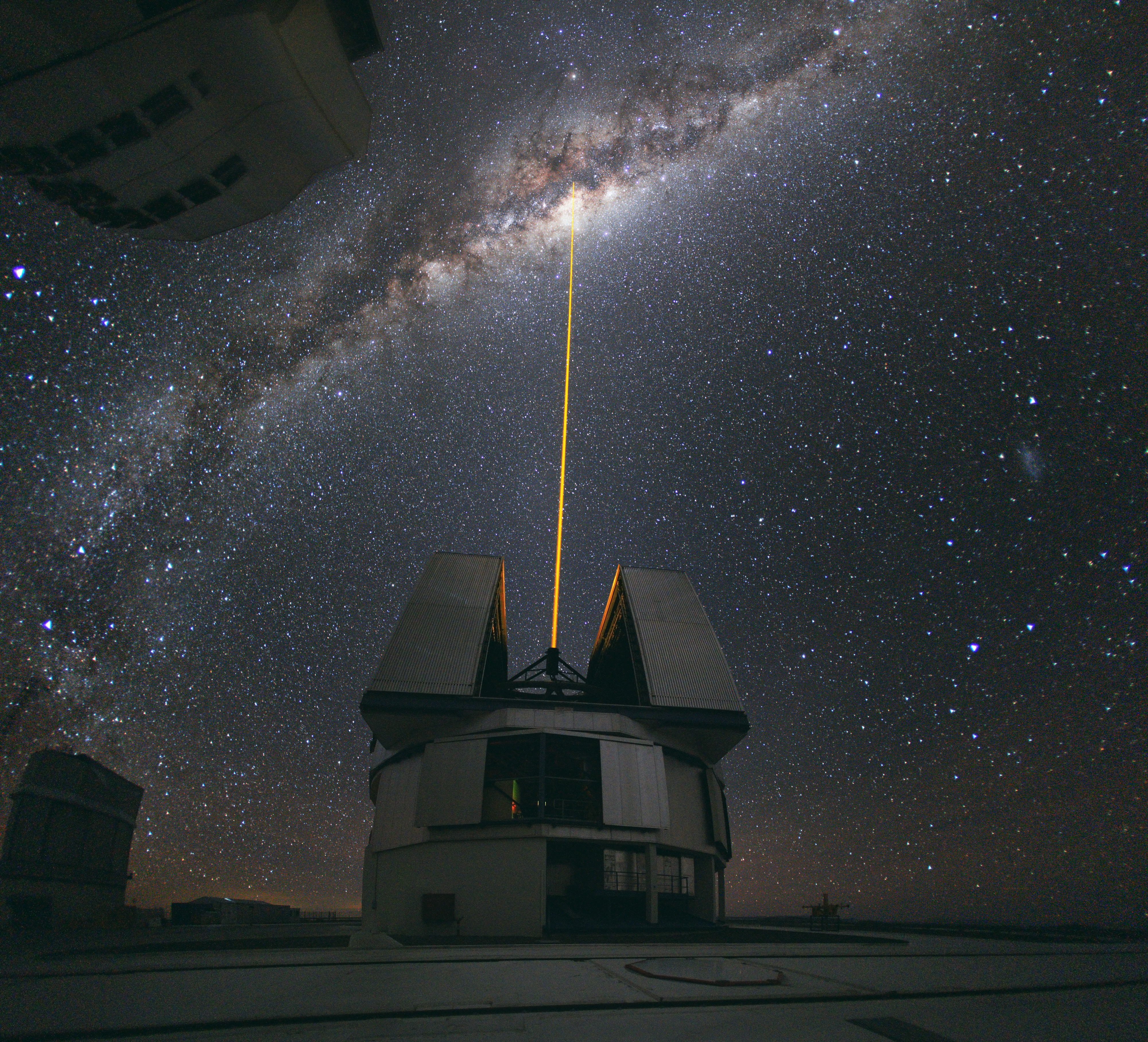
مراقبة موجهة بالليزر لمجرة درب التبانة في مرصد بارانال في تشيلي عام 2010.

علوم الفضاء يشمل علم الفضاء، المعروف أيضًا باسم علم الفلك، جميع التخصصات العلمية التي تتضمن استكشاف الفضاء ودراسة الظواهر الطبيعية والأجسام المادية التي تحدث في الفضاء الخارجي، مثل طب الفضاء وعلم الأحياء الفلكي.
. وعادة كل متفرعات علوم الفضاء هي فرع من علم الفلك. لكن في السنوات الأخيرة بعض فروع علم الفلك مثل الفيزياء الفلكية قد توسعت بشكل كبير جدا لدرجة يمكن اعتبارها علوما مستقلة. وهناك ثمان تصنيفات مستقلة يمكن ذكرها تندرج تحتها علوم الفضاء: فيزياء فلكية، علوم مجرية، علوم نجمية، علوم كوكبية، علم الأحياء الفلكي، ريادة الفضاء، السفر الفضائي.

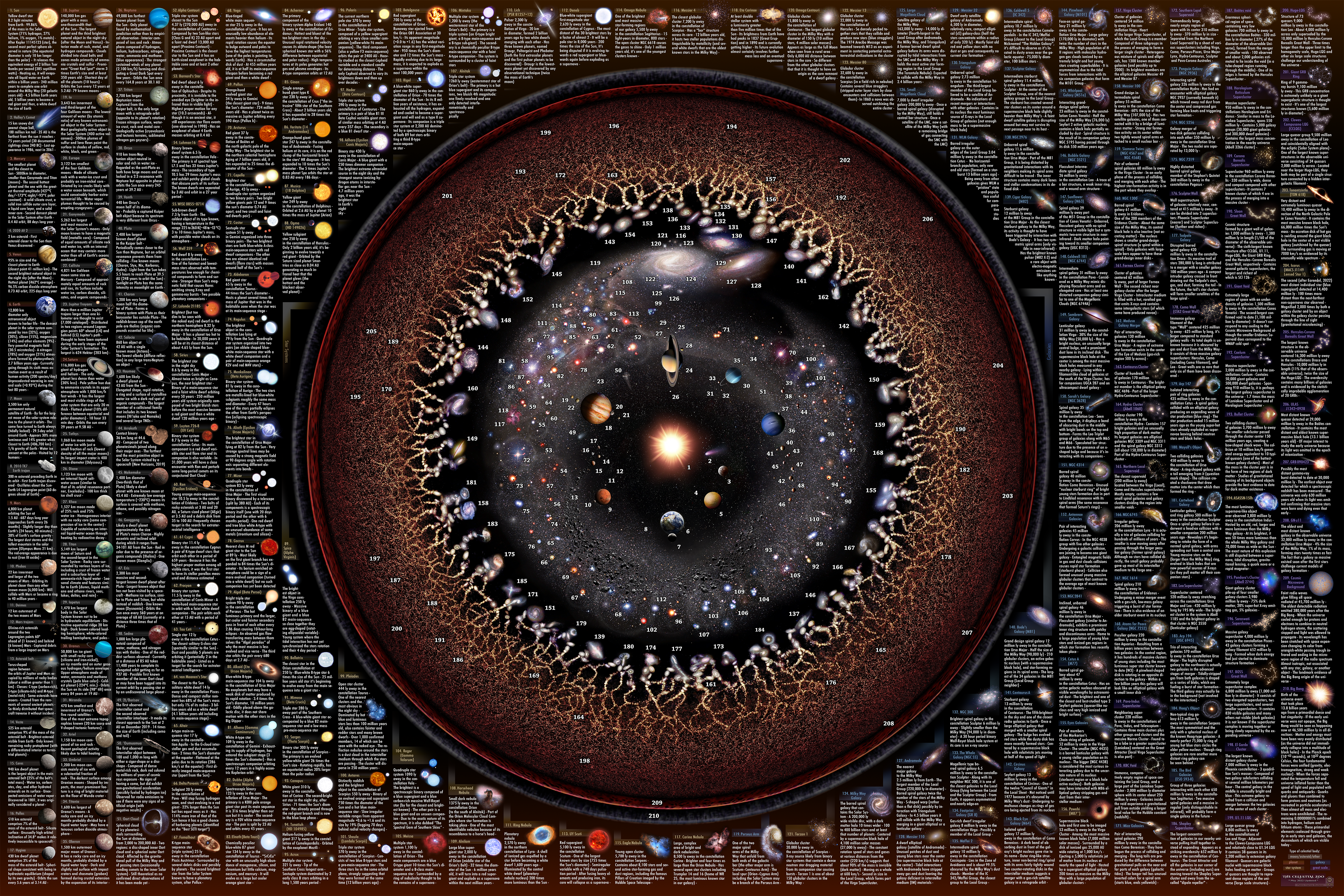
إن التنوع الموجود في الأنواع والمقاييس المختلفة للأجرام الفلكية يجعل مجال الدراسة متخصصًا بشكل متزايد.

## فروع علوم الفضاء

### علم الفلك
- علم الفلك
- علم الفلك الرصدي - تقوم المراصد الموجودة على الأرض وكذلك المراصد الفضائية بقياسات الكيانات والظواهر السماوية.
- علم القياسات الفلكية - يدرس موقع وحركات الأجرام السماوية.
- هواة علم الفلك
- علم الفلك النظري - نمذجة رياضية للكيانات والظواهر السماوية.
- فيزياء فلكية - تدرس فيزياء الكون؛ للأجسام خارج كوكب الأرض والمساحات الخلالية.
- فيزياء الفضاء أو علم الفلك النجمي - يدرس النجوم.
- ميكانيكا مدارية - الميكانيكا المدارية أو الديناميكا الفلكية، والتي لها أيضًا تطبيقات في المركبات الفضائية.
- الشمس أو علم الفلك الشمسي - يدرس الشمس
- علوم كوكبية أو علم الكواكب - يدرس الكواكب وخاصة تلك غير الأرض.
- جيولوجيا كوكبية
- علم الفلك داخل المجري أو علم الفلك المجري - يدرس مجرة درب التبانة.
- علم الفلك خارج المجري أو علم الفلك خارج المجرة - يدرس الكون الأكبر خارج مجرة درب التبانة.
- علم الكون الفيزيائي أو علم الكونيات الفيزيائي - دراسة الكون ككل.

### رواد الفضاء
رواد الفضاء - علم وهندسة الرحلات الفضائية ورحلات الفضاء، وهي مجموعة فرعية من هندسة الطيران والفضاء (والتي تشمل الطيران في الغلاف الجوي)

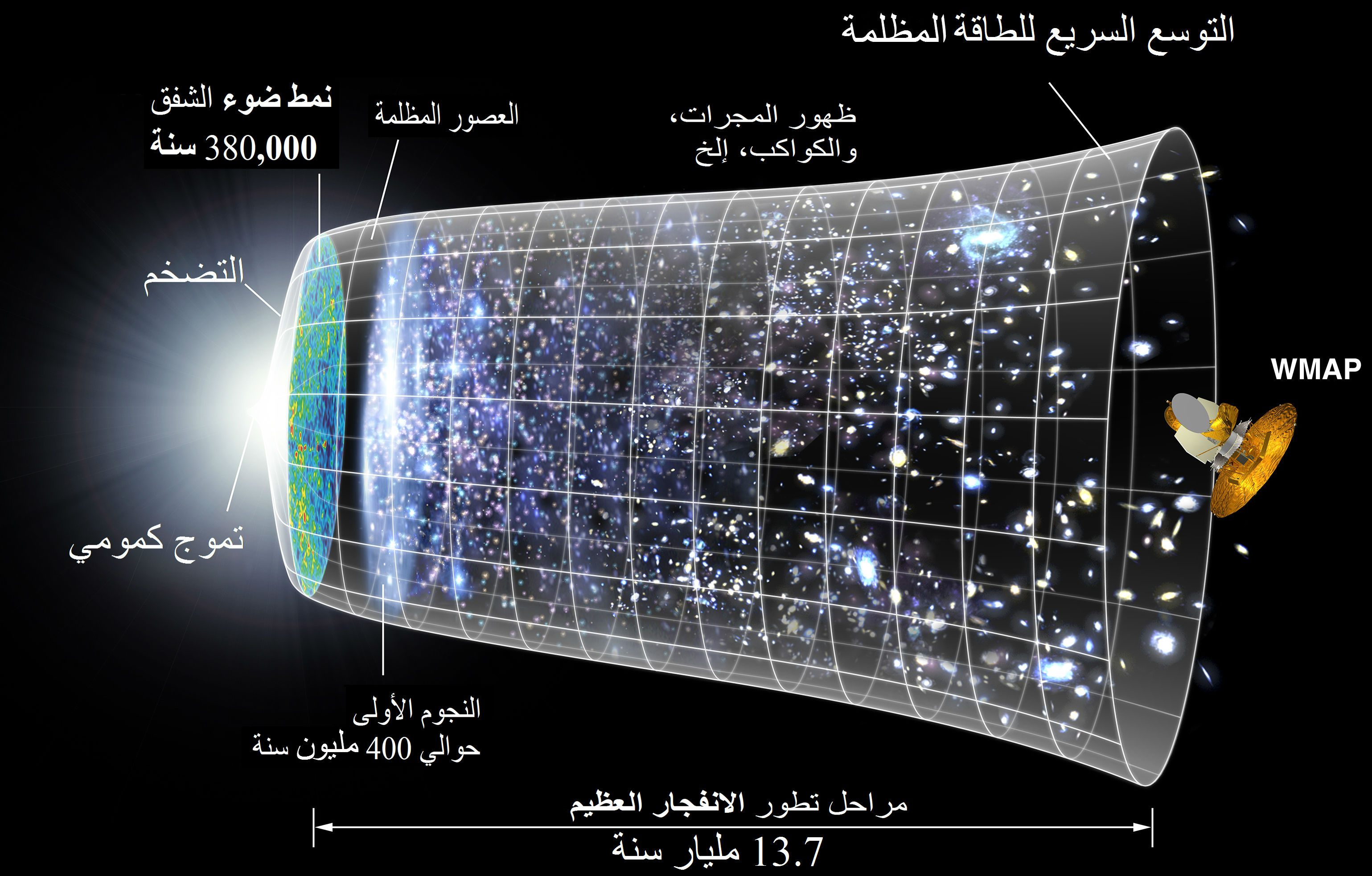
جدول زمني مقترح لأصل الفضاء، من علم الكونيات الفيزيائي

- هندسة الطيران والفضاء الجوي
- ملاحة جوية
- ملاحة فضائية
- رحلة فضائية
- رحلة فضاء بشرية
- هندسة معمارية فضائية
- نظام حفظ الحياة
- محطة الفضاءجدول زمني مقترح لأصل الفضاء، من علم الكونيات الفيزيائي

#### الوجود البشري في الفضاء
- المراة في الفضاء

#### الحيوانات في الفضاء
- الكلاب في الفضاء
- القطط في الفضاء
- فيليسيت

#### قائمة الكائنات الحية الدقيقة التي تم اختبارها في الفضاء الخارجي
- النباتات في الفضاء